# دریاچه قورغالجین
دریاچه قورغالجین (به قزاقی: Қорғалжын көлі، قورعالجىن كولى) یک دریاچه در قزاقستان است که در بلندی‌های قزاق واقع شده‌است.